# Айпорнасъёган
Айпорнасъёган (устар. Ай-Порн-Ас-Юган) — река в Шурышкарском районе Ямало-Ненецкого АО. Впадает в протоку Старотегинская, впадающую в протоку Махотлеймпосл в 5 км по левому берегу. Длина реки составляет 25 км.

## Данные водного реестра
По данным государственного водного реестра России относится к Нижнеобскому бассейновому округу, водохозяйственный участок реки — Обь от впадения реки Северная Сосьва до города Салехард, речной подбассейн реки — бассейны притоков Оби ниже впадения Северной Сосьвы. Речной бассейн реки — (Нижняя) Обь от впадения Иртыша.
Код объекта в государственном водном реестре — 15020300112115300029699.